# SS Hispania
El SS Hispania fue un barco de vapor sueco con motor de triple expansión construido en Bélgica en 1912. Se hundió en el estrecho de Mull el 18 de diciembre de 1954 tras chocar contra una roca.

## Hundimiento
El 18 de diciembre de 1954, el Hispania se hundió tras chocar contra un arrecife durante una tormenta. Mientras se dirigía a Varberg (Suecia) desde Liverpool (Reino Unido), intentó navegar por el estrecho de Mull, pero chocó contra el Sgeir More (Gran Roca) y comenzó a escorar. Se dio la orden de abandonar el barco y la tripulación bajó los botes salvavidas y remó hasta la orilla. El capitán Ivan Dahn se negó a abandonar el barco y optó por hundirse con él. Los otros veinte tripulantes se salvaron. En ese momento, el Hispania transportaba un cargamento de amianto, láminas de caucho y acero.

## Pecio
El pecio se encuentra intacto y en posición vertical a 26 m (85 pies) de profundidad en aguas claras, a 56°33′55″N 5°59′13″O / 56.56528, -5.98694. Solo se puede bucear en el Hispania durante las mareas bajas, que se producen entre 1 y 2 horas antes de la pleamar o la bajamar cerca de la ciudad escocesa de Oban. Situado en la zona norte del estrecho de Mull, el Hispania está de cara a la costa y cerca de una boya roja del canal. La temperatura del agua oscila entre los 14 °C en verano y los 5 °C en invierno. En verano, un peligro habitual son las medusas migratorias que pican y pasan por encima del naufragio. Sus tentáculos suelen quedar atrapados en la línea de lanzamiento y son peligrosos para los buceadores.
El Sound of Mull Remote Sensing Project (SOMAP) fue un estudio submarino a instancias de Historic Scotland para catalogar todos los sitios del Sound of Mull. A través de la investigación y un estudio con sonar, SOMAP pudo determinar el estado del SS Hispania. Sus hallazgos determinaron que el barco fue rescatado a lo largo de la década de 1950 por Scarborough Sub-Aqua Club y desde entonces la popularidad del buceo en el naufragio ha dado como resultado la eliminación de todos los artefactos no ferrosos. No se habían realizado estudios arqueológicos del sitio hasta la participación de SOMAP. La bocina del barco fue rescatada en la década de 1960 por un miembro de Scarborough Sub-Aqua Club y ahora está en exhibición allí.
En 1999, una draga de vieiras causó daños menores cuando su equipo de pesca derribó uno de los mástiles y causó daños menores por raspaduras. Un pozo de erosión causado por las corrientes que eliminan arena y barro de un lado del barco está haciendo que el barco se incline lentamente hacia la depresión. En noviembre de 2002, el naufragio del Hispania fue comprado por el Puffin Dive Centre, Oban.